# Олимпийский овал Калгари
Олимпийский овал (англ. Olympic Oval) — крытый конькобежный каток в Калгари, Альберта, Канада. Построен для проведения соревнований по конькобежному спорту на Зимних Олимпийских играх 1988 года. Первый крытый конькобежный каток в Северной Америке и третий в мире (за один год до открытия Олимпийского овала в Европе были введены в строй два катка — Спортфорум в Берлине и Тиалф в Херенвене). Внутри конькобежной дорожки расположены два маленьких катка для шорт-трека и хоккея с шайбой.
«Олимпийский овал Калгари» стал первым олимпийским крытым катком. В дальнейшем все соревнования на Олимпиадах проводились только на крытых катках, за исключением катка в Альбервиле, на котором Олимпиада прошла в 1992 году.
По ходу Олимпиады из 10 соревнований на 7 были установлены новые рекорды мира.
После Олимпиады на катке неоднократно проводились чемпионаты мира. Почти каждый год на Олимпийском овале проходит один из этапов Кубка мира.
Расположен на высоте 1105 метров. Из-за более разреженного воздуха, чем на равнине, Олимпийский овал наравне с одноименным катком в Солт-Лейк-Сити является быстрейшим в мире. Практически все действующие рекорды мира в конькобежном спорте установлены на этих двух катках.

## Рекорды катка

Панорама катка

| Мужчины                 | Мужчины  | Мужчины                                                      | Мужчины       | Мужчины    |
| Дистанция               | Время    | Конькобежец                                                  | Дата          | Примечание |
| ----------------------- | -------- | ------------------------------------------------------------ | ------------- | ---------- |
| 100 м                   | 9,45     | Юя Оикава                                                    | 2.3.2007      |            |
| 500 м                   | 33,69    | Джордан Штольц                                               | 16.2.2024     |            |
| 2х500 м                 | 68,260   | Роналд Мюлдер                                                | 25-26.2.2017  | WR         |
| 1000 м                  | 1.05,90  | Джордан Штольц                                               | 25.1.2025     |            |
| 1500 м                  | 1.41,22  | Джордан Штольц                                               | 24.1.2025     |            |
| 3000 м                  | 3.34,37  | Денис Юсков                                                  | 241.1.2013    |            |
| 5000 м                  | 6.03,32  | Свен Крамер                                                  | 16.11.2007    |            |
| 10 000 м                | 12.25,69 | Давиде Гьотто                                                | 25.1.2025     | WR         |
| Командная гонка         | 3.35,59  | США · Итан Сепуран · Кейси Доусон · Эмери Леман              | 12.12.2021    |            |
| Командный спринт        | 1.17,17  | Канада · Лоран Дюбрёй · Антуан Желина-Больё · Андерс Джонсон | 15.3.2024     | WR         |
| Спринтерское многоборье | 136,065  | Кай Вербей                                                   | 25-26.02.2017 | WR         |
| Классическое многоборье | 145,561  | Патрик Руст                                                  | 18-19.3.2006  |            |

| Женщины                 | Женщины | Женщины                                                           | Женщины       | Женщины    |
| Дистанция               | Время   | Конькобежка                                                       | Дата          | Примечание |
| ----------------------- | ------- | ----------------------------------------------------------------- | ------------- | ---------- |
| 100 м                   | 10,28   | Дженни Вольф                                                      | 2.3.2007      |            |
| 500 м                   | 36,39   | Нао Кодайра                                                       | 16.3.2019     |            |
| 2х500 м                 | 73,550  | Нао Кодайра                                                       | 26.2.2017     |            |
| 1000 м                  | 1.12,28 | Хизер Бергсма                                                     | 26.2.2017     |            |
| 1500 м                  | 1.50,33 | Михо Такаги                                                       | 8.2.2020      |            |
| 3000 м                  | 3.53,31 | Мартина Сабликова                                                 | 2.3.2019      |            |
| 5000 м                  | 6.42,01 | Мартина Сабликова                                                 | 3.3.2019      |            |
| Командная гонка         | 2.51,20 | Нидерланды · Йой Бёне · Марейке Груневауд · Ирен Схаутен          | 16.2.2024     |            |
| Командный спринт        | 1.24,84 | Россия · Елизавета Казелина · Ангелина Голикова · Ольга Фаткулина | 1.12.2017     | WR         |
| Спринтерское многоборье | 146,390 | Нао Кодайра                                                       | 25-26.02.2017 | WR         |
| Классическое многоборье | 154,580 | Синди Классен                                                     | 18-19.3.2006  | WR         |